# Сінгапурське колесо огляду
Сінгапурське колесо огляду (англ. Singapore Flyer) — гігантське колесо огляду, яке знаходиться в Сінгапурі, побудоване в 2005—2008 роках. Воно сягає висоти 55-поверхового будинку, маючи загальну висоту в 165 м, на 30 м вище, ніж оглядове колесо «Лондонське око». Було найвищим у світі колесом огляду до березня 2014 року, доки не був побудований атракціон у Лас-Вегасі, що перевершив сінгапурське колесо на 2 метри за висотою.
Колесо розташоване на південно-східному краю меліорованих земель Морського центру. Діаметр колеса складає 150 м; колесо вбудоване у триповерхову будівлю терміналу, в якій знаходяться магазини, бари та ресторани; з його висоти відкривається великий вид на центр міста та на навколишні території приблизно на 45 км від атракціону, у тому числі на індонезійські острови Батам та Бінтан, а також Джохор (Малайзія).
Останню капсулу було встановлено на колесо 2 жовтня 2007 року. Колесо почало обертатися 11 лютого 2008 року та було офіційно відкрито для публіки з 1 березня 2008 року. Квитки на атракціон у перші 3 ночі після відкриття продавалися за 8888 сінгапурських доларів (6271 доларів США за тодішнім курсом) — це число вважається сприятливим у китайській культурі. Урочисте відкриття колеса відбулось 15 квітня 2008 року.

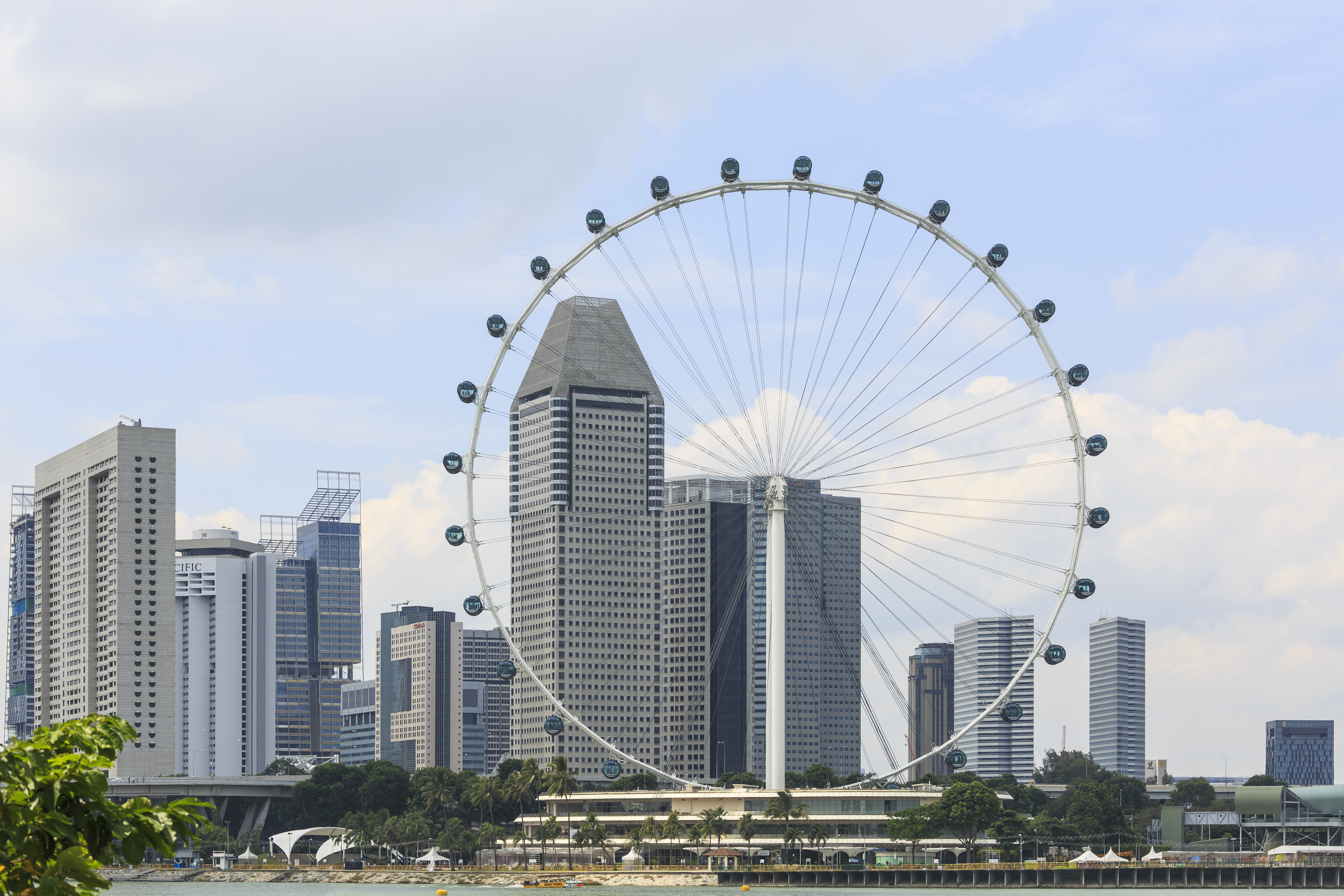
Сінгапурське колесо огляду

Кожна з 28 обладнаних кондиціонером капсул здатна вмістити по 28 пасажирів, одночасно може вмістити 774 пасажирів. Повний оберт колеса займає 28 хвилин. Спочатку колесо оберталося в напрямку проти годинникової стрілки, якщо дивитися з Морського центру, але його напрям обертання було змінено 4 серпня 2008 року.